# Tashni-Ann Dubroy
Tashni-Ann Dubroy (nhũ danh Coote; sinh năm 1981) là một nhà quản lý học thuật và đại học người Jamaica ở Hoa Kỳ. Cô là phó chủ tịch điều hành và giám đốc điều hành (COO) của Đại học Howard từ năm 2017, trước đây đã từng là chủ tịch của Đại học Shaw từ năm 2015 đến 2017.

## Thơ ấu
Dubroy sinh ra ở Mandeville, Jamaica, là con gái của Emerson và Greta Coote. Cô là một trong sáu người con. Dubroy lớn lên vào May Pen, học tại trường trung học Glenmuir. Sau đó, cô chuyển đến thủ đô Kingston để tham dự Holy Girlshood High School và Wolmer's Girls 'School.
Dubroy được nhận vào Đại học West Indies, nhưng vì lý do gia đình đã chọn chuyển đến Hoa Kỳ vào năm 18 tuổi để theo học trường Cao đẳng Cộng đồng Kingsborough ở Brooklyn, New York. Cô là thủ khoa của lớp vào năm 2000, và sau đó theo đuổi các nghiên cứu tiếp theo tại Đại học Shaw (Cử nhân hóa học, 2002), Đại học bang North Carolina (Tiến sĩ hóa học, 2007) và Đại học Rutgers (MBA về tiếp thị, 2010). Công việc đầu tiên của Dubroy là một nhà khoa học nghiên cứu tại BASF. Cô được thuê làm nhà phân tích công nghệ toàn cầu trong lĩnh vực thị trường xúc tác polyolefin, và sau đó trở thành người quản lý mua bán hóa chất.

## Học viện

### Đại học Shaw
Sau hai năm tại BASF, Dubroy gia nhập Đại học Shaw - ở Raleigh, Bắc Carolina - với tư cách là phó giáo sư hóa học. Cuối cùng, cô trở thành chủ tịch của Khoa Khoa học Tự nhiên và Toán học của trường đại học, đồng thời làm trợ lý đặc biệt cho chủ tịch trường đại học có trách nhiệm tối ưu hóa phương pháp. Vào tháng 6 năm 2015, hội đồng quản trị đã thông báo rằng Dubroy sẽ thay thế Gaddis Faulcon làm chủ tịch trường đại học. Ở tuổi 34 vào thời điểm đó, cô đã trở thành chủ tịch trẻ thứ hai trong lịch sử của trường đại học và là người phụ nữ thứ ba giữ chức vụ này. Trong nhiệm kỳ hai năm của mình, Dubroy giám sát việc gia tăng tuyển sinh đầu tiên của Shaw trong sáu năm và thu hẹp khoảng cách doanh thu 4 triệu đô la.

### Đại học Howard
Vào tháng 7 năm 2017, có thông báo rằng Dubroy đã từ chức từ Đại học Shaw để trở thành phó chủ tịch điều hành (EVP) và giám đốc điều hành (COO) tại Đại học Howard ở Washington, DC. Cô đã nhận giấy mời mới vào tháng 10 năm 2017, làm việc dưới thời chủ tịch trường đại học Wayne Frederick.